# Alto Douro
Douro là một vùng rượu vang nằm hai bên sông Douro thuộc tỉnh Trás-os-Montes e Alto Douro ở phía đông bắc Bồ Đào Nha. Đôi khi nó được gọi là Alto Douro (Thượng Douro) vì nó nằm ở thượng nguồn của con sông được che chở bởi các dãy núi tránh ảnh hưởng của bờ biển. Đây là vùng rượu vang cao nhất ở Bồ Đào Nha được bảo hộ về xuất xứ. Trong khi khu vực này chủ yếu sản xuất loại rượu vang Port là rượu vang cường hóa thì Douro chỉ sản xuất loại rượu vang thường để bàn. Các loại rượu vang không cường hóa  thường được gọi là "rượu vang Douro".
Alto Douro là một trong 13 vùng của lục địa Bồ Đào Nha được xác định bởi nhà địa lý Amorim Girão trong một nghiên cứu được công bố từ năm 1927 đến năm 1930. Cùng với vùng Trás-os-Montes nó hình thành tỉnh Trás-os-Montes e Alto Douro.
Các loại rượu vang ở đây bao gồm rượu vang nhẹ mang phong cách rượu vang Bordeaux cho đến rượu vang Bourgogne phong phú được ủ trong thùng gỗ sồi mới.

## Lịch sử
Có bằng chứng khảo cổ về việc sản xuất rượu vang trong khu vực có niên đại từ cuối Đế quốc Tây La Mã trong thế kỷ thứ 3 và thứ 4 sau Công nguyên mặc dù hạt nho cũng đã được tìm thấy tại các địa điểm khảo cổ lâu đời hơn. Trong thời kỳ Trung Cổ từ giữa thế kỷ 12, những tu sĩ của dòng Xitô có ảnh hưởng quan trọng đến việc sản xuất rượu vang trong khu vực, thể hiện qua ba tu viện của họ ở khu vực là Salzedas, São João de Tarouca và São Pedro das Águias.
Vào thế kỷ 17, các vườn nho của khu vực được mở rộng, và việc đề cập đến cái tên "rượu vang Port" sớm nhất được biết đến là từ năm 1675. Hiệp ước Methuen giữa Bồ Đào Nha và Anh vào năm 1703, và sự thành lập sau đó của nhiều nhà nghỉ của Anh ở Porto đồng nghĩa với việc rượu vang Port trở thành sản phẩm chính của khu vực và nó trở nên rất quan trọng về mặt kinh tế đối với Bồ Đào Nha. Hiến chương của hoàng gia Bồ Đào Nha ngày 10 tháng 9 năm 1756 đã xác định khu vực sản xuất rượu vang Port. Do đó, nó trở thành vùng sản xuất rượu vang đầu tiên trên thế giới có ranh giới chính thức. Các vườn nho giới hạn bởi ranh giới này nằm ở phía tây của khu vực hiện tại. Sau đó, các vườn nho đã dần dần mở rộng về phía đông hình thành những khu vực nóng và khô hơn.
Trong khoảng thời gian dài, loại rượu vang này ít được thấy bên ngoài khu vực. Các trạm gác Port tập trung vào sản xuất và xuất khẩu rượu vang Port vì đây là sản phẩm độc nhất của họ trên thị trường xuất khẩu, và ít quan tâm đến các phong cách rượu vang khác. Vì vậy mặc dù rượu vang có thể ngon nhưng trong một thời gian dài, người ta đã không có nỗ lực sử dụng nho Douro để sản xuất loại rượu vang để bàn đầy tham vọng hơn. Người có công trong việc tạo ra loại rượu Douro đầy tham vọng đầu tiên là Fernando Nicolau de Almeida, người từng làm việc như một nhà nghiên cứu khoa học về rượu vang. Ông đã đến thăm Bordeaux trong Thế chiến II, điều này đã mang lại cho anh cảm hứng để tạo ra một loại rượu để bàn chất lượng hàng đầu.
Cảnh quan văn hóa ở đây bao gồm những ruộng bậc thang trên các sườn đồi dốc và những thung lũng bên cạnh các con sông uốn lượn. Dọc theo sông Douro là những ruộng bậc thang ở Varosa, Corgo, Távora, Torto và Pinhão tạo ra một hệ thống cảnh quan văn hóa trồng nho nối tiếp nhau. Khí hậu khắc nghiệt và gió Đại Tây Dương nhưng nghề trồng nho và sản xuất rượu vang rất phát triển. Rất nhiều các bằng chứng khảo cổ tìm thấy những phiến đã có những hình chạm khắc cho thấy Douro là một thung lũng định cự, sản xuất rất cổ xưa, đại diện cho một nền văn hóa nổi bật nằm giữa thung lũng sông Côa và Águeda.
Với truyền thống lâu đời trên 2000 năm, sản phẩm rượu nho ở đây đã nổi tiếng khắp trên thế giới và nghề trồng nho ở Douro đã tạo ra một cảnh quan văn hóa tuyệt đẹp. Cảnh quan văn hóa này bao gồm khu sản xuất rượu, những hầm chứa rượu, nhà thờ có từ thế kỷ 18, những ngôi nhà, đường sá và những ruộng bậc thang trồng nho. Đây là một ví dụ nổi bật của một khu sản xuất rượu vang truyền thống ở châu Âu, phản ánh quá trình lao động sản xuất của con người và sự phát triển của hoạt động con người theo thời gian. Năm 2001, vùng sản xuất rượu Douro đã được UNESCO công nhận là Di sản thế giới.

## Hình ảnh

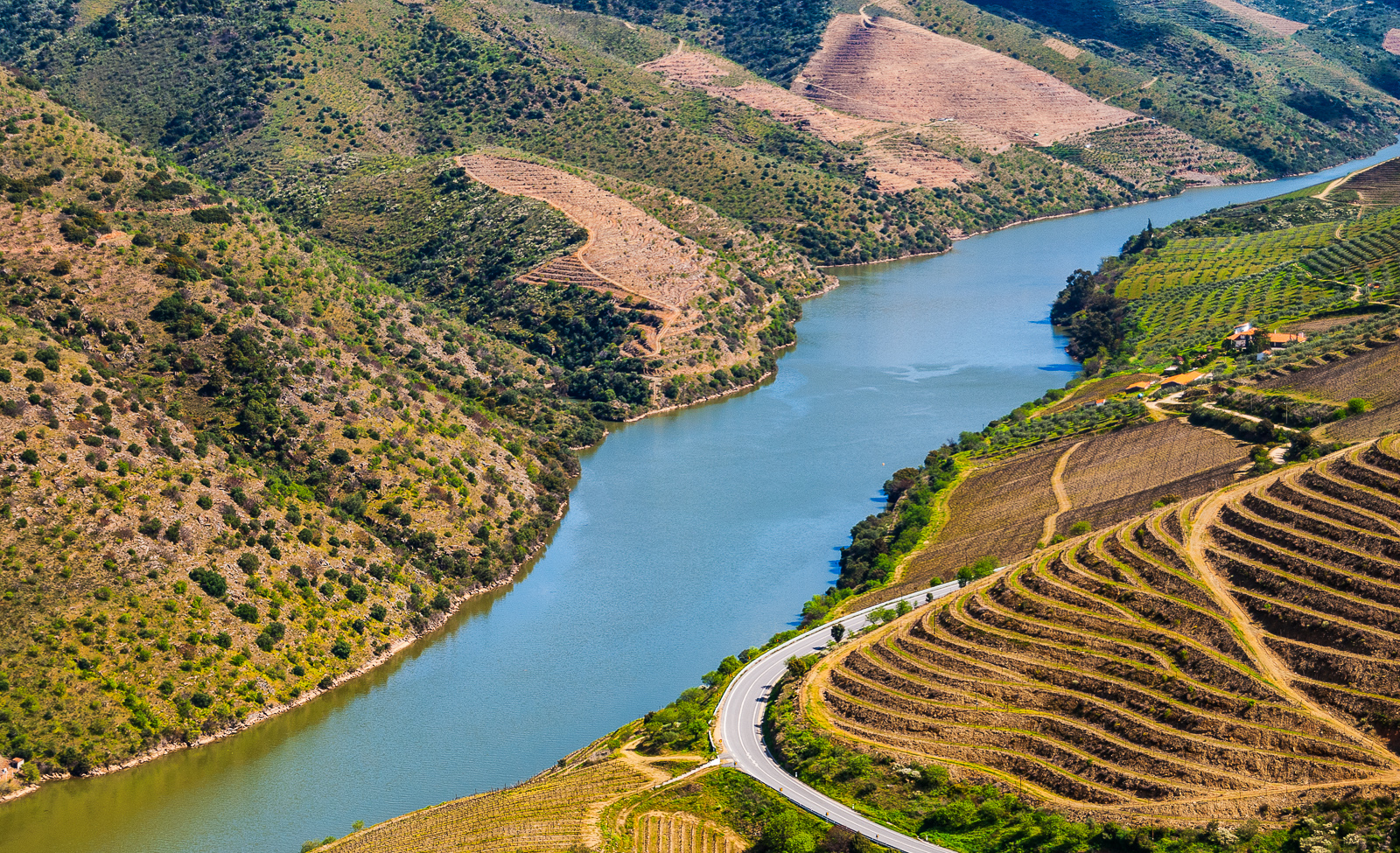
Những vườn nho bậc thang dọc sông Douro
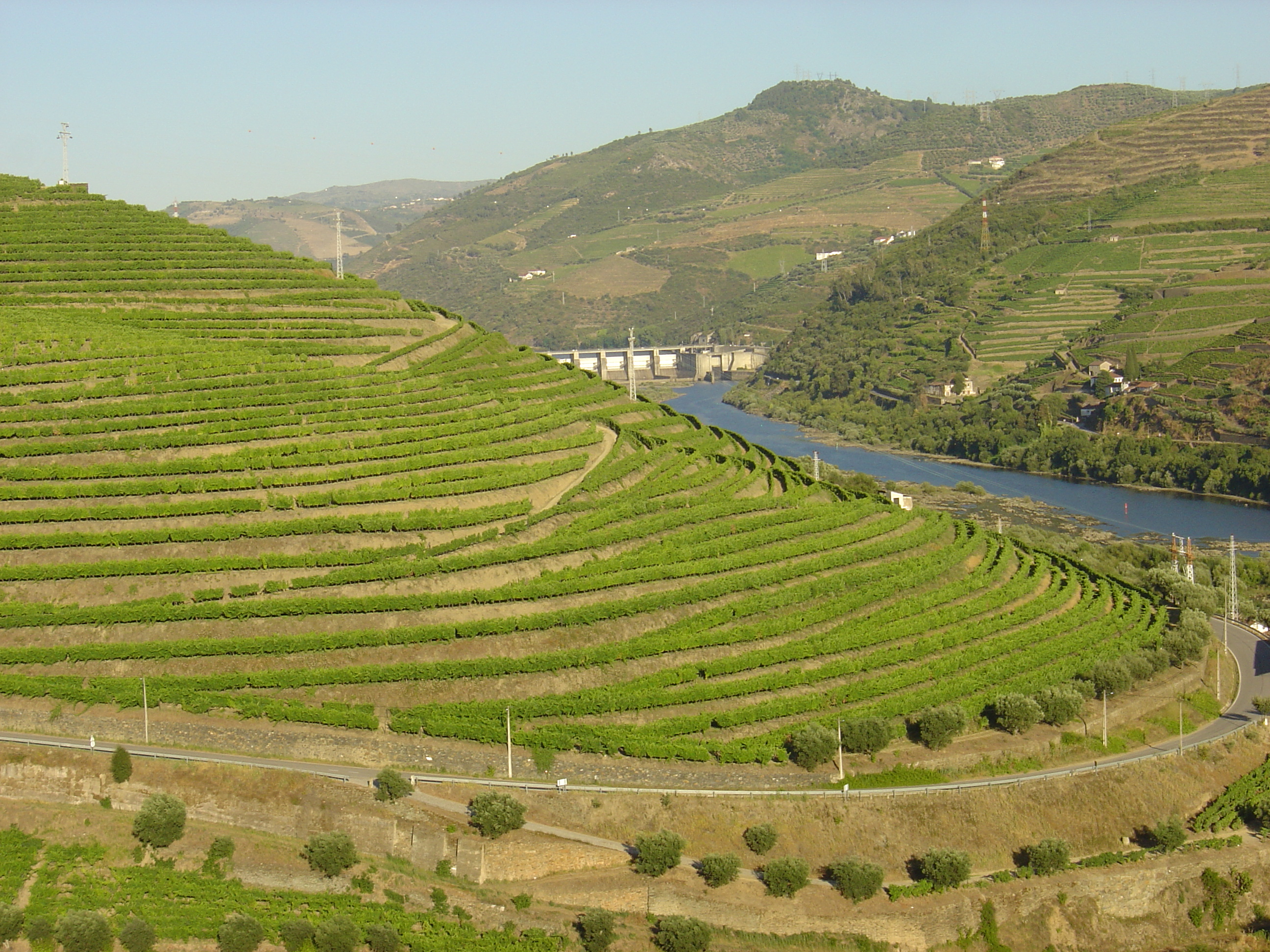
Những vườn nho bậc thang dọc sông Douro
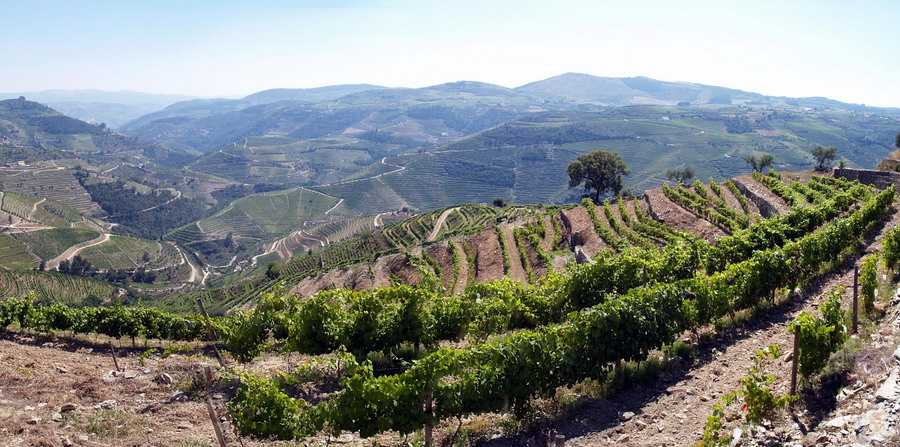
Vườn nho ở Alto Douro
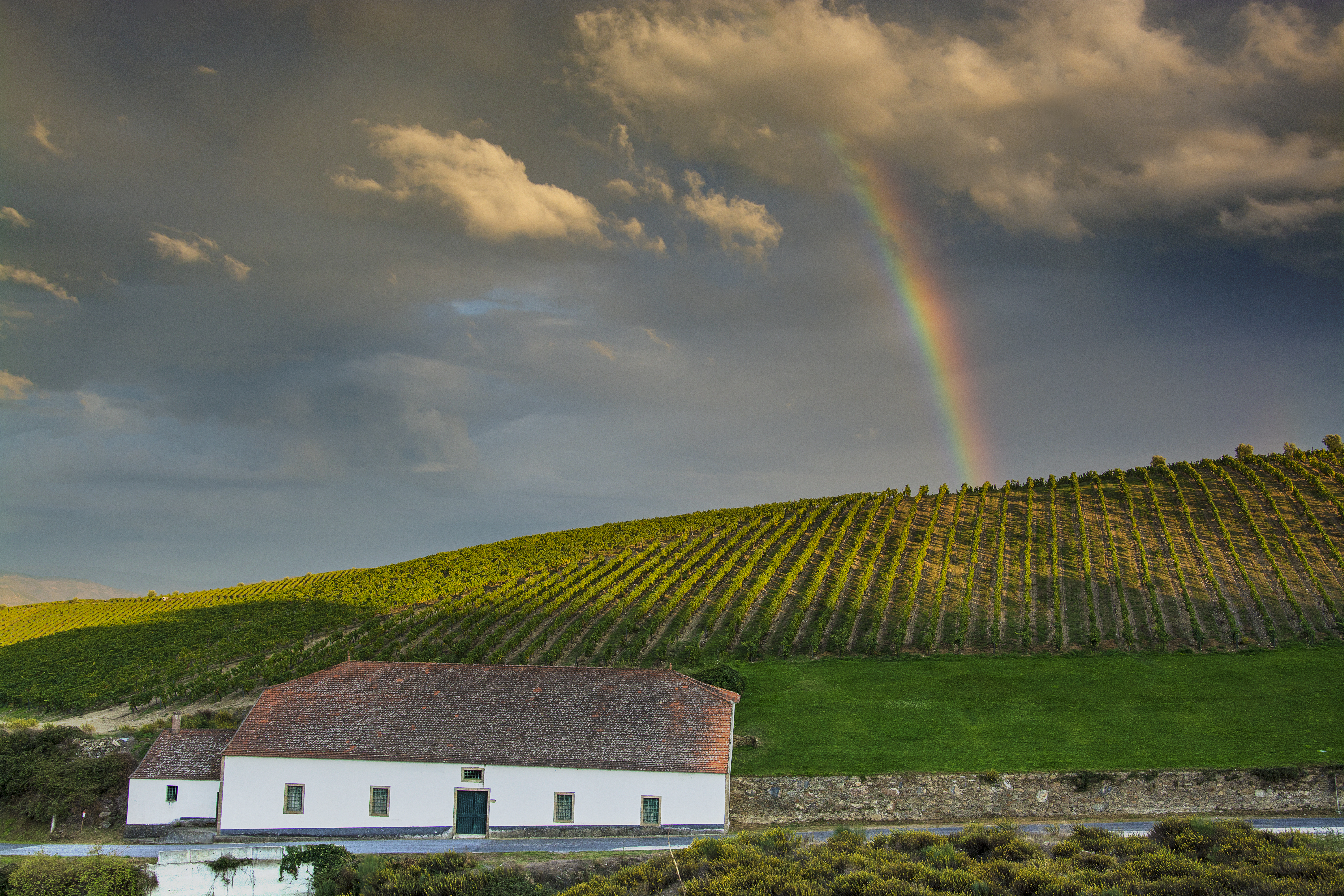
Vườn nho ở Alto Douro
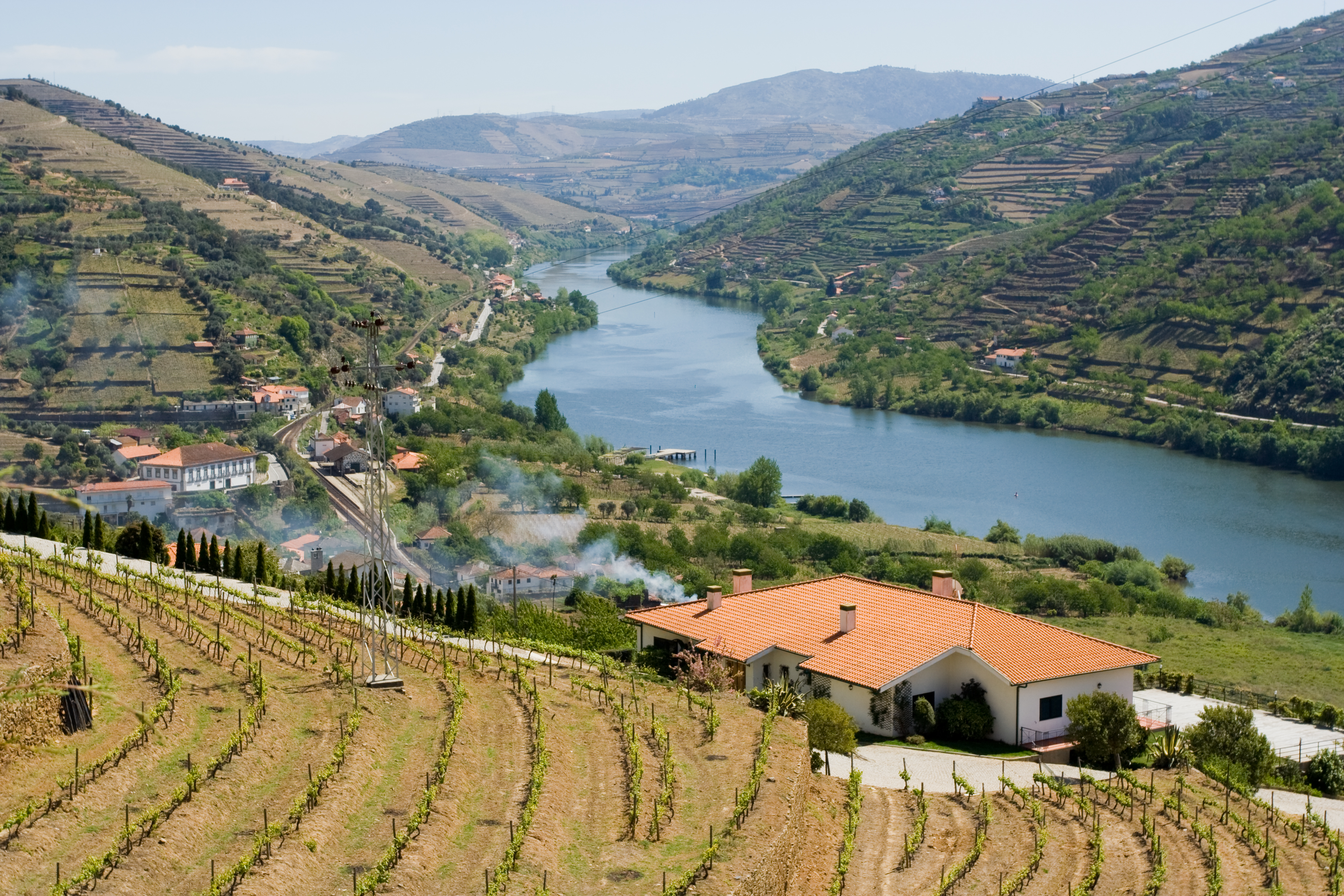
Thung lũng Douro
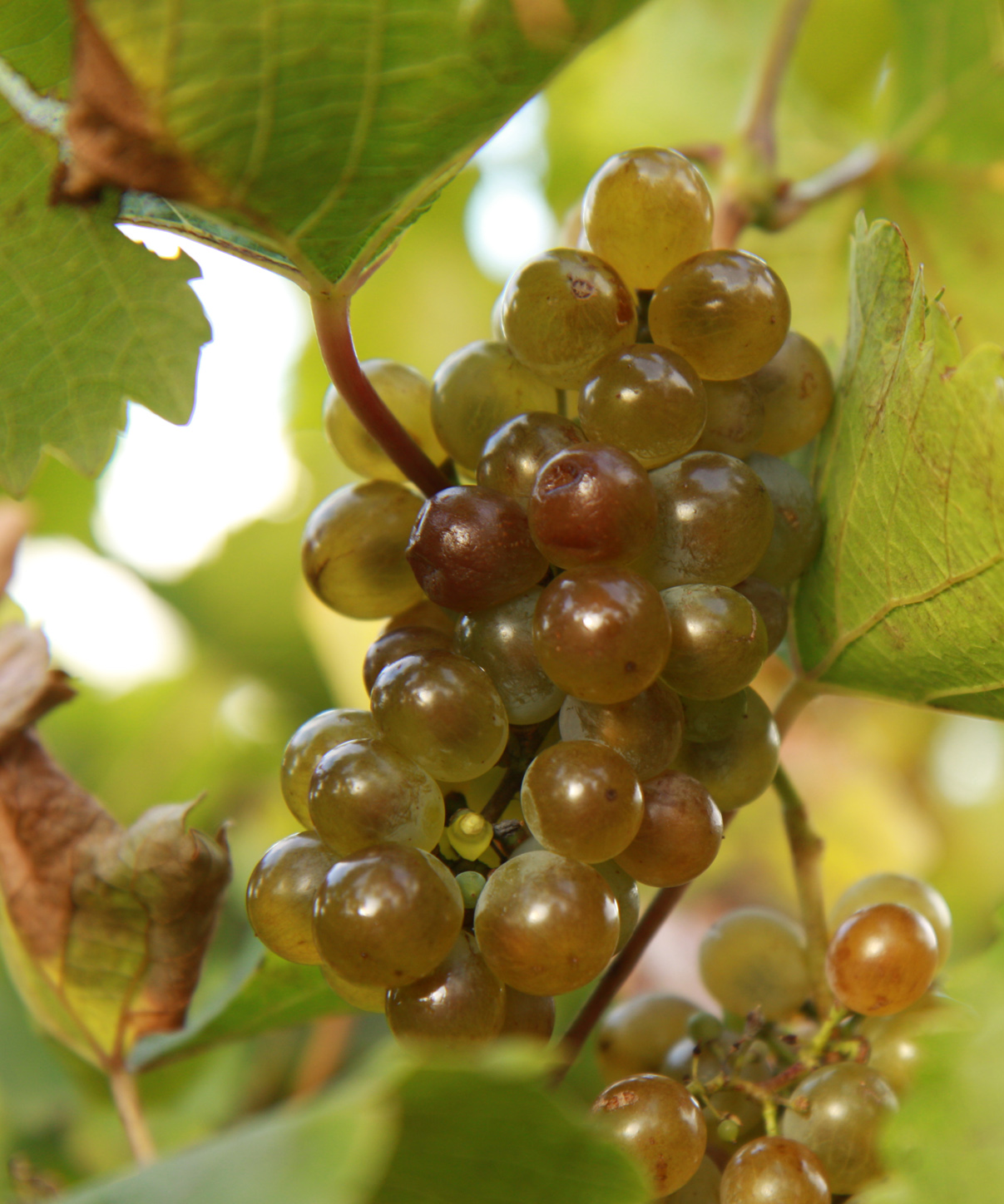
Loại nho trắng trong Thung lũng Douro
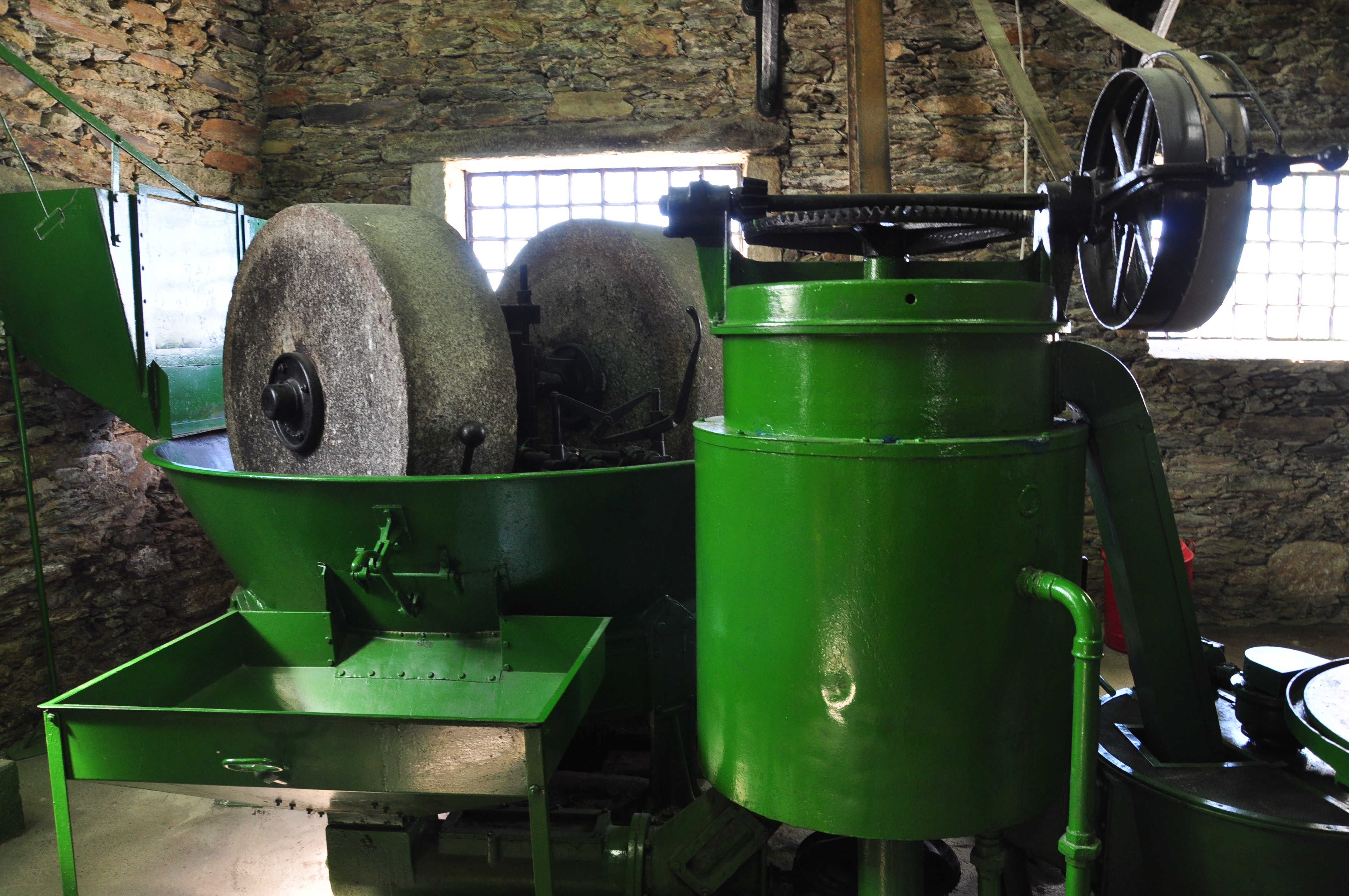
Quá trình làm rượu
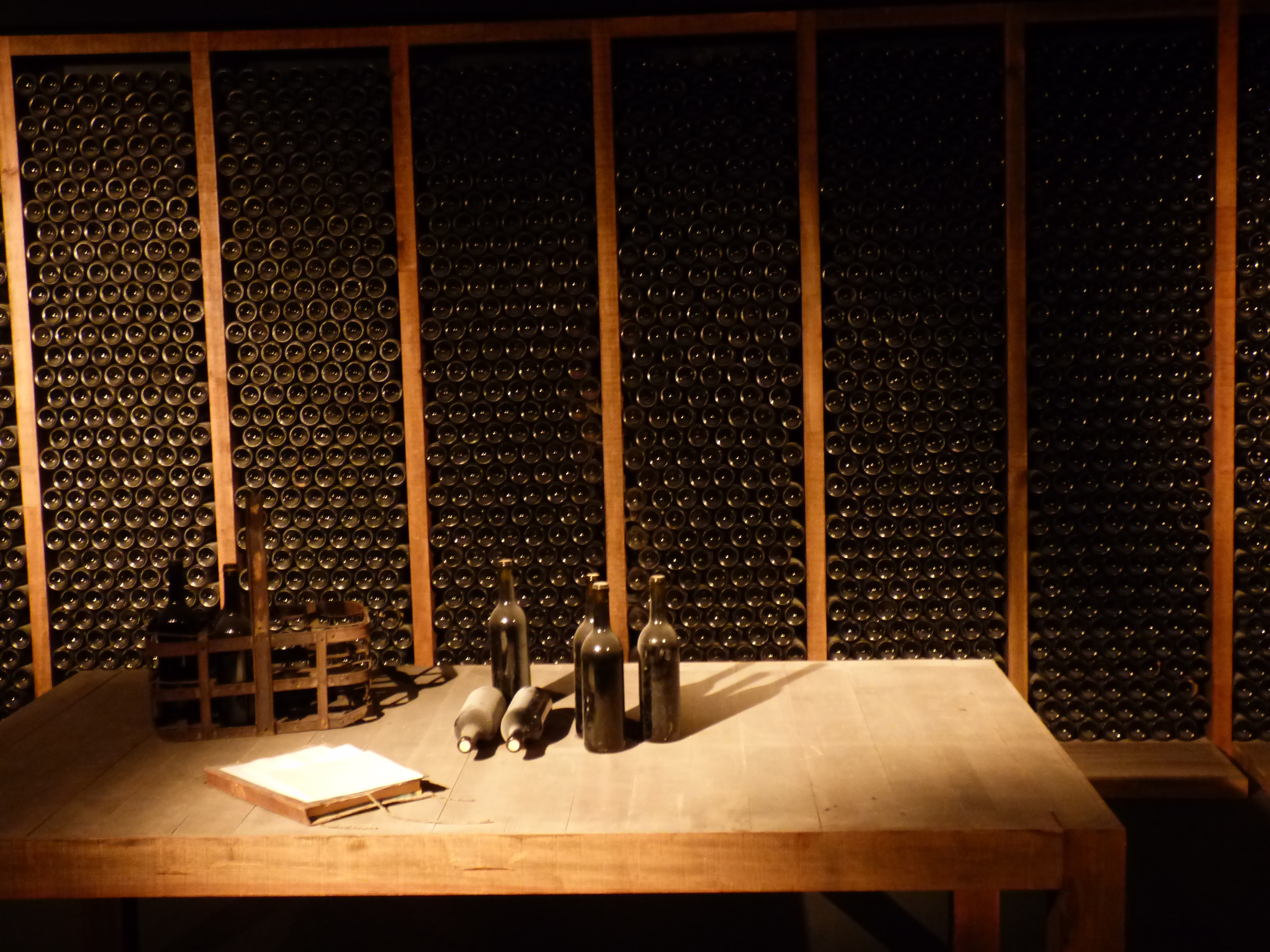
Quá trình làm rượu
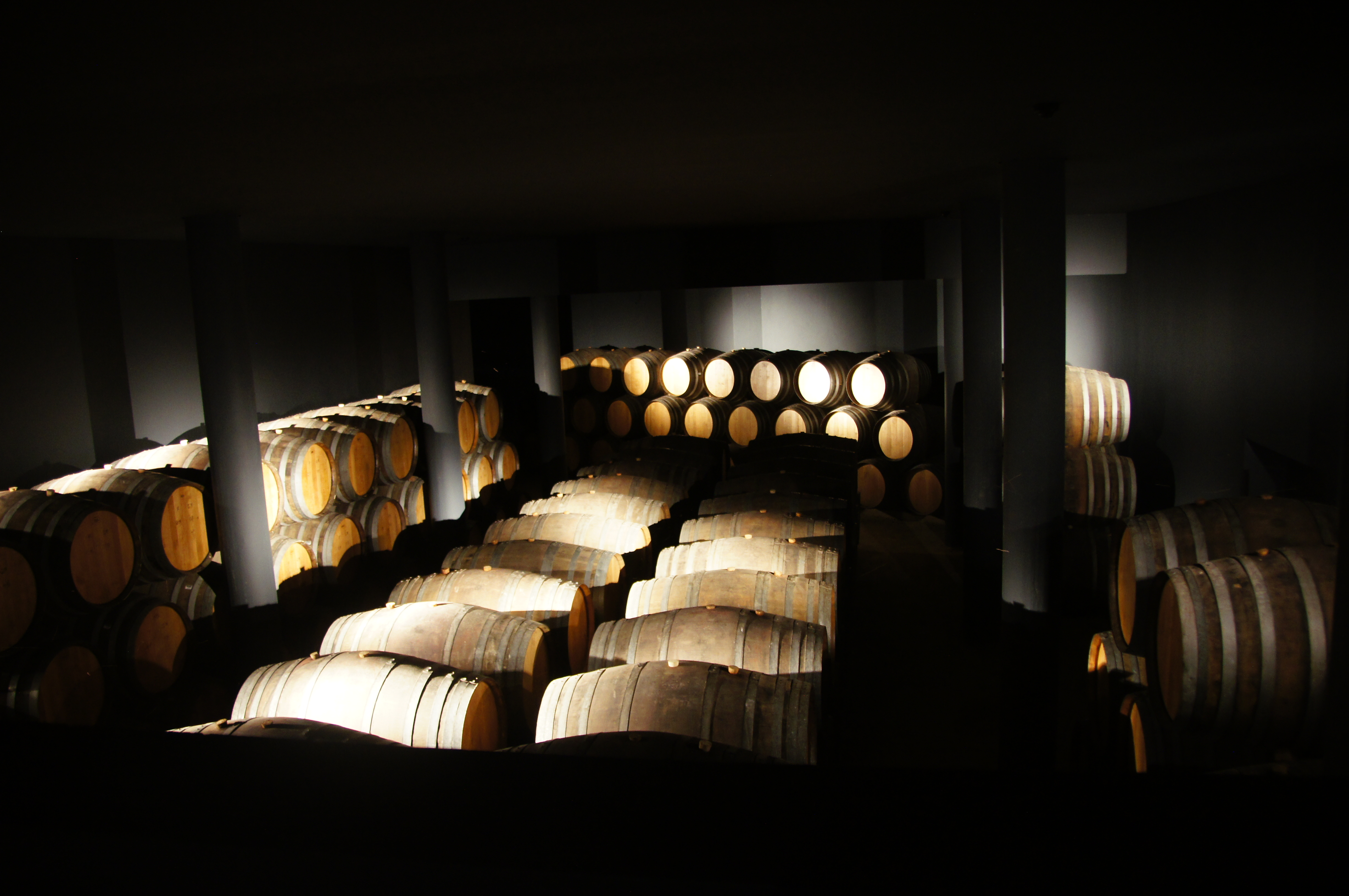
Quá trình làm rượu